# 劉琮 (蜀漢)
劉琮（？—262年），蜀汉后主刘禅的儿子。
延熙十五年（252年）刘琮被立为西河王。景耀（262年）五年春正月，刘琮去世。蜀汉灭亡后，刘琮的子孙被迁徙到洛阳，于永嘉之乱时全部死绝。

## 资料来源
1. ↑  《三国志·卷三十三·蜀书三·后主传第三》：十五年，吴王孙权薨。立子琮为西河王。
2. ↑  《三国志·卷三十三·蜀书三·后主传第三》：五年春正月，西河王琮卒。
3. ↑  《三国志注·卷三十四·蜀书四·二主妃子传第四》：孙盛蜀世谱曰：璿弟，瑶、琮、瓒、谌、询、璩六人。蜀败，谌自杀，馀皆内徙。值永嘉大乱，子孙绝灭。